# Rimondeix
Rimondeix foi uma comuna francesa na região administrativa da Nova Aquitânia, no departamento de Creuse. Estendia-se por uma área de 8,03 km². Em 2010 a comuna tinha 83 habitantes (densidade: 10,3 hab./km²).
Em 1 de janeiro de 2016, passou a formar parte da nova comuna de Parsac-Rimondeix.